# Тахири, Сохраб Абульфаз оглы
Сохра́б Абульфа́з оглы́ Тахири́ (азерб. Söhrab Əbülfəz oğlu Tahiri; 27 мая 1926, Астара, Иран — 4 мая 2016, Баку, Азербайджан) — советский и азербайджанский поэт, народный поэт Азербайджана (1998).

## Биография
Переехал с семьёй в город Керманшах, учился там в средней школе и работал в «Ирано-английской нефтяной компании». В 1946—1950 годы — курсант Бакинского военного училища, одновременно получил медицинский диплом в области стоматологии. В 1957 году окончил филологический факультет Азербайджанского государственного университета, в 1961 — Высшие литературные курсы имени Горького в Москве.
С 1961 года работал ответственным секретарем журнала «Азербайджан», заведующим художественными отделами газеты «Азербайджан» и журнала «Азербайджан», заместителем главного редактора литературно-исторического журнале «Сэхэр», с 1984 — редактором журнала «Азербайджан», а в 1986—1991 гг. — председателем поэтического совета Союза писателей Азербайджанской ССР.
Являлся сотрудником Института национальных отношений Академии наук Азербайджана (1993—2003), с 2003 — Института востоковедения Национальной Академии наук Азербайджана.
Член Союза писателей Азербайджанской ССР с 1958 года, первый секретарь Бакинского отделения Союза писателей Азербайджана (1962—1966).

## Творчество
Дебютом в литературе стало стихотворение, опубликованное в 1949 году в газете «Азербайджан». Поэтические и прозаические произведения автора были изданы в 30 книгах. Также был известен как автор литературно-критических и публицистических статей.

## Награды и звания
- Заслуженный работник культуры Азербайджанской ССР (1984)
- Народный поэт Азербайджана (1998)
- Орден «Шохрат» (2006)
- Персональная стипендия Президента Азербайджанской Республики (2002)[1]